# 川南都市間鉄道
川南都市間鉄道 (せんなんとしかんてつどう、中文表記: 川南城际铁路) とは、川南地方（四川省南部）の主要都市である内江市・自貢市・宜賓市・瀘州市の４都市を「人」字型で結ぶ、都市間高速鉄道路線である。本路線は、内江北駅から自貢東駅を経由して瀘州駅に至る全長129kmを最高速度250kmで結ぶ区間と、自貢東駅から分岐して新宜賓駅に至る全長89kmを最高時速350kmで結ぶ、89kmの区間から構成される。

## 概要
四川省において、川南地区は成都地区に次ぐ経済圏である。その中心であり、互いに40～100km離れている、内江市・自貢市・瀘州市・宜賓市を有機的に結ぶのが本路線の目的である。
本路線のうち、自貢東・新宜賓駅間は、「八縦八横高速鉄道」構想の京昆通道における成都・昆明を結ぶ高速鉄道『蓉昆高速鉄道』の一部となる。
本路線は資金難により着工は遅れていたが、「八縦八横」旅客専用線に計画路線が一部含められたことにより、中国鉄道総公司の出資を受け、建設が開始された。

内江・自貢・瀘州間は、2021年に開通、自貢・宜賓間は、2023年に開通予定である。

## 歴史
- 2015年12月、瀘州にて着工。
- 2021年6月、内瀘間開業。